# Многогранный угол
Многогранный угол — часть трёхмерного пространства, локализованная внутри полости многогранной конической поверхности, направляющая которой является плоским многоугольником без самопересечений. Иными словами, если n плоскостей (n > 3) пересекаются в одной точке, то они разбивают пространство вокруг себя на некоторое количество многогранных углов. В этом случае все многогранные углы имеют общую вершину в точке пересечения, которая носит название вершины многогранных углов, каждый из которых ограничен своими гранями, образованными фрагментами плоскостей.
Мерой многогранного угла называется площадь сферического многоугольника, который образован пересечением граней многогранного угла со сферой единичного радиуса, центр которой размещён в вершине многогранного угла.

## Типы
- Если все линейные углы при вершине и все двугранные углы многогранного угла равны, то такой многогранный угол называется правильным.

- Если многогранный угол располагается по одну сторону от каждой из своих граней, то он называется выпуклым.

## Свойства
- Сумма линейных углов выпуклого многогранного угла не превосходит 360°.[1]